# The Black Jaguar-White Tiger Foundation

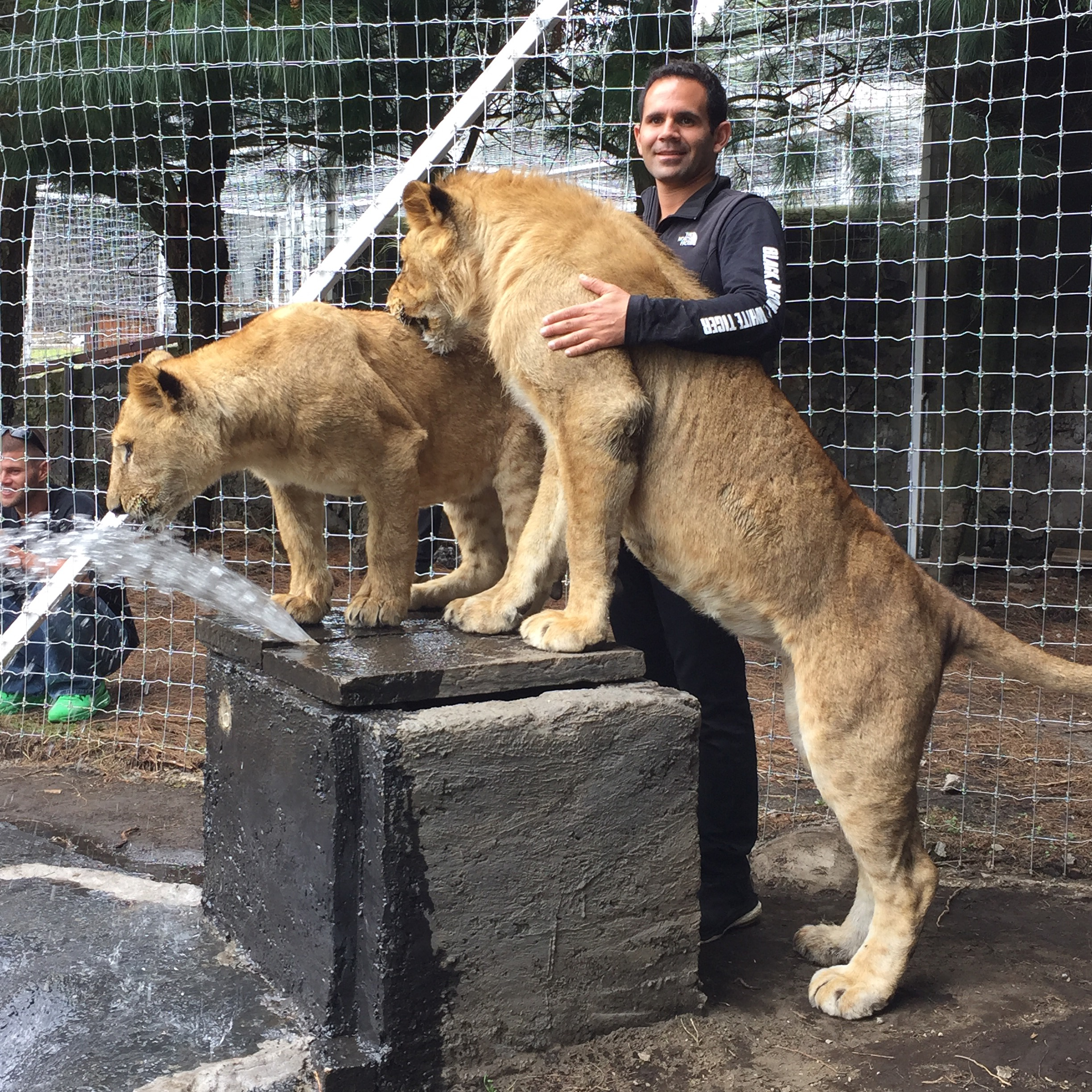
Eduardo két játékos oroszlánjával

A The Black Jaguar-White Tiger Foundation (magyar nevén: A Fekete Jaguár – Fehér Tigris Alapítvány) 2014. augusztus 15-én jött létre a mexikói származású Eduardo Seriónak és néhány barátjának köszönhetően. Az alapítvány Mexikó fővárosában, Mexikóvárosban található. Az alapítvány első és legfontosabb célja az, hogy a bántalmazott, beteg vagy cirkuszban nem megfelelő körülmények között tartott oroszlánokat, tigriseket, leopárdokat és jaguárokat megmentse. Eddig háromszáznál is több nagymacskát sikerült már kiszabadítaniuk. Emellett törekednek arra is, hogy más állatfajokat is megmentsenek, például kutyákat, macskákat, de még madarakat is. Adományok és a mexikói kormány segítségnyújtásának jóvoltából képesek fenntartani, illetve fejleszteni az alapítványt és kiszabadítani a bajba jutott nagymacskákat.

## Kezdetek
A Los Angelesben élő, mexikói születésű Eduardo Serio, 2013 októberében ment üzleti útra Monterreybe, Mexikóba, ahonnan azonban nem tért vissza az Egyesült Államokba, mert Monterreyben való tartózkodásának időszaka alatt kapott egy telefonhívást unokatestvérétől, aki az állatok szakértője volt, és már több mint 25 éves tapasztalattal rendelkezett, miszerint is egy kisállat-kereskedés tulajdonosa megpróbál elkábítani egy fekete jaguár kölyköt annak érdekében, hogy a szédült kisállatról képeket és videókat készítsen. Majd ezeknek a képeknek a közzétételével növelje bevételi forrásait. Eduardo, aki mindig is fontosnak tartotta az élőlények egyforma bánásmódban való részesülését, azonnal a tettek mezejére lépett és sikerült megmentenie a kisállatot az örökös fogságtól. A fekete jaguár kölyök kék szemei miatt a Cielo azaz égbolt, menny nevet kapta. Ennek az apró tettetnek köszönhetően, pár hónapon belül felépült egy otthon, a The Black Jaguar-White Tiger Foundaion a nagymacskák számára.

## Leírás

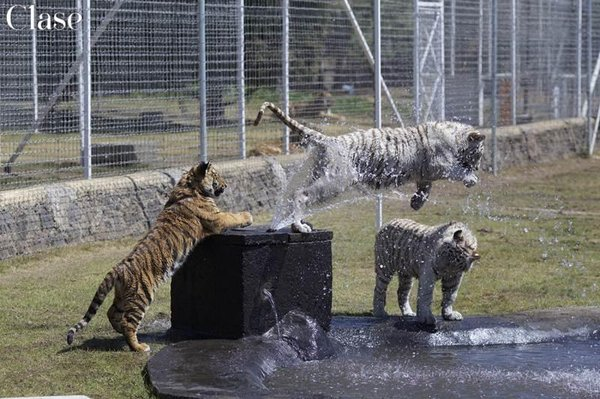
A The Black Jaguar-White Tiger Foundation tigrisei játék közben

A The Black Jaguar-White Tiger Foundation egy nonprofit szervezet, akik az állatkertekhez képest eltérően gondolkoznak, vagyis nem engedik a megmentett állatok szaporodását. Így, ha a nőstény macskák az ivarzási időszakba lépnek, elzárják őket a hímektől. Mindemellett, ha egy adott macskafaj állománya annyira lecsökken, hogy az akár már a kihalásukat is veszélyeztetheti, abban az esetben képzelhető el a szaporítás. Ez a gondolat azonban nem vetődik fel mindaddig , amíg a gondozóik meg vannak győződve arról, hogy biztosan vissza lehet majd őket engedni a természetes élőhelyükre.
A falkákban élő oroszlánok kivételével a többi nagymacska olyan ragadozó, amelyik magányos életmódot folytat. Viszont azok az állatok, amelyek az alapítványhoz kerültek, már fogságban születtek és jelenleg is abban élnek, nem ismerve azt az életmódot. Ilyen módon feltűnt a gondozóknak, hogy fajtától függetlenül minél több állat él együtt ugyanazon a helyen, annál jobban érzik magukat. Ennek köszönhetően az, ami a vadonban sosem fordulna elő, nevezetes az, hogy különböző fajok élnek egymás mellett, a menedékhelyen területein ez teljesen rendjén van. Egy ilyen vegyes csoporton belül az állatok száma három egyedtől egészen tizenhat főig is kiterjedhet.

### Célok 3+1
1. Az alapítvány első és legfontosabb célja az, hogy a rossz körülményektől a lehető legtöbb nagymacskát megmentsék. Elsősorban cirkuszokból, ahol éheztetik őket, aminek következtében csontsoványra fogynak, és ahol kis ketrecekben tartják őket. Ugyanakkor tenyésztési létesítményekből is szabadítottak már ki tigriseket, továbbá akadt olyan eset is, amikor valaki háziállatként tartott otthonában egy jaguárt. Ezekről a helyekről megmenekült állatok számára az alapítvány biztosítja az otthon melegét, az orvosi ellátást és nem utolsósorban a megfelelő mennyiségű élelmet is.
2. A szervezet másik célja az, hogy világszerte felhívja az emberek figyelmét arra, hogy a Föld egyre rosszabb állapotban van és ez ellen tenni kell valamit. Ennek érdekében konferenciákat és egyetemi előadásokat tartanak. Fontos, hogy az emberek szeressék a bolygójukat, hiszen ahogy Jacques-Yves Cousteau is mondta: „Csak azt véded meg, amit szeretsz.” 
3. A mexikói kormány és a The Black Jaguar-White Tiger emberei közösen dolgoznak azon, hogy a törvényeket módosítsák az összes Mexikóban élő állatfaj védelmének érdekében. Ezzel céljuk az is, hogy a föld országait ösztönözzék a csatlakozásra, védjék meg együtt mindazt, amivel a természet megáldotta őket.
3+1. Az alapítvány jövőbeni célja az, hogy mind Afrikában, mind pedig Ázsiában képesek legyenek visszaállítani az oroszlánok, tigrisek, leopárdok és jaguárok elveszített élőhelyeit, ezenfelül, hogy az említett macskafélék számának növelését segíthessék. 

## Elismerések
The Green Political Parties Of The Americas And Africa : 2015 Az Év Környezetvédő Alapítványa